# Exoprosopa melanthia
Exoprosopa melanthia är en tvåvingeart som beskrevs av Hesse 1956. Exoprosopa melanthia ingår i släktet Exoprosopa och familjen svävflugor. Inga underarter finns listade i Catalogue of Life.